# Jamacaru

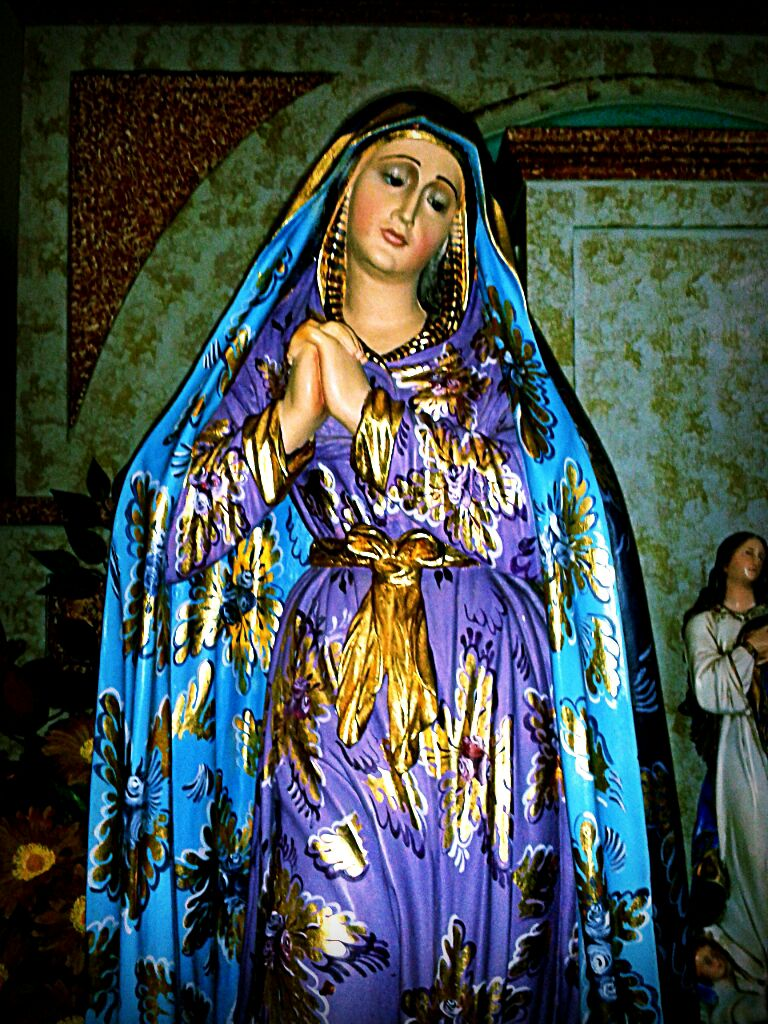
Imagem de Nossa Senhora das Dores, padroeira de Jamacaru

'Jamacaru' é um distrito de Missão Velha no Ceará, localizado no sopé da Chapada do Araripe na região do Cariri, sul do Ceará.
Rico em belezas naturais e fontes de águas é considerado um oásis na microrregião do Cariri. Tem temperatura média de 23°C e apresenta uma estação de inverno com clima bem definido com temperaturas, à noite, abaixo de 20° C.
Jamacaru, conforme apontam os historiadores, foi fundada principalmente por italianos, desbravadores, originários da cidade de Vibonati, província de Salerno. Conforme fontes históricas, desembarcaram por volta de 1880 no porto de Recife. Vinham fugindo da guerra de unificação da Itália, momento em que muitos emigraram para os países da América do Sul. Buscavam um local com clima ameno, solo fértil, algo parecido com o que deixaram em sua pátria natal. Encontraram em Jamacaru, que na época era chamado de Goianinha, o local adequado para viver.
Lá fundaram engenhos de cana de açúcar, inicialmente movidos à tração animal, mas logo substituído por motores a vapor. Como prova deste passado, podemos encontrar na propriedade de Jurandi Fechine, no sítio Gameleira, uma máquina de moer cana de açúcar a vapor, construída na Holanda, e importada para o Brasil, datada de 1890. Segundo relata o próprio Jurandi, a máquina chegou em Jamacaru arrastada, durante vários dias, por animais sobre um estrutura de madeira, semelhante a um carro de boi de grandes proporções.
Um italiano, em especial, destacou-se nesta época, chamava-se Félix Italiano, grande produtor de cana de açúcar, foi responsável por povoar o local, construindo uma grande igreja. Obra gigante, para as proporções da época e para grau de desenvolvimento local. Hoje seu túmulo pode ser visitado, na própria igreja, junto ao altar. Na avenida principal ainda é possível ver sua residência, um casarão estilo neoclássico, com fachada em azulejos portugueses.
Os engenhos de cana de açúcar foram, em Jamacaru, durante todo século XX, grandes produtores de riquezas daquela região. Cada engenho empregava em média 50 pessoas, desde a atividade inicial de corte da cana até a confecção do produto final, a rapadura. Muito apreciada em todos os mercados do nordeste, em especial nas feiras livres, a rapadura, foi durante muito tempo utilizada como sobremesa na culinária nordestina. Ainda era utilizada como energético para o trabalhador rural, considerando seu preço, disponibilidade e quantidade de caloria que fornecia.

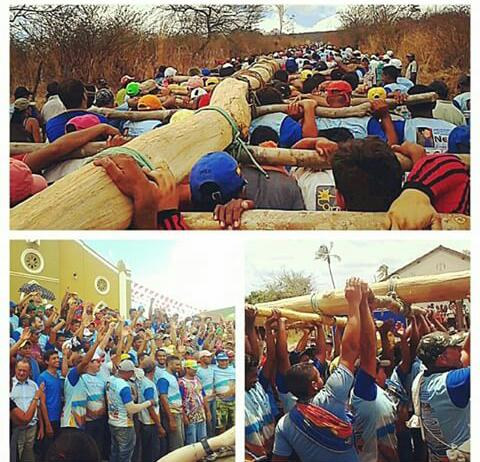
Tradicional cortejo do pau da bandeira de Jamacaru.

Jamacaru, ultimamente, por ser conhecida pelos paleontologistas como reserva de fósseis, tem aparecido na mídia com novas descobertas de achados pré-históricos. Como uma descoberta, em maio do ano de 2013, durante a maior escavação controlada do Nordeste, iniciada em agosto de 2011, na região. A concreção foi vista em Jamacaru. O material foi identificado entre 1.236 peças retiradas dessa escavação. O fóssil de camarão, do período Cretáceo, de mais de 100 milhões de anos, é semelhante ao crustáceo do gênero que se conhece atualmente. Antes, segundo o pesquisador Álamo Feitosa, foram encontrados outros exemplares, mas na barriga de peixes fossilizados, comuns de serem vistos na área da Bacia Sedimentar do Araripe.
No distrito de Jamacaru, foram realizadas pesquisas durante 11 dias, para ser encontrado o novo gênero e espécie do camarão, da família carídea. "As descobertas na área da Paleontologia evidenciam a região do Cariri para o mundo científico, e isso faz com que se tenha uma atenção especial para o Brasil. Diferencia a região de todas, no planeta, nesse campo do saber", ressalta o coordenador da pesquisa.
O trabalho envolveu pesquisadores, incluindo estudantes e professores de graduação e pós-graduação, de várias universidades brasileiras e do Museu Nacional da Universidade Federal do Rio de Janeiro (UFRJ). A pesquisa está sendo coordenada pela Urca. O trabalho foi iniciado no Riacho Grande, localidade do Município de Araripe. O foco dos estudos foi em áreas pouco exploradas da região, com a possibilidade de achados de fósseis de dinossauros e pterossauros.